# G.E. Smith

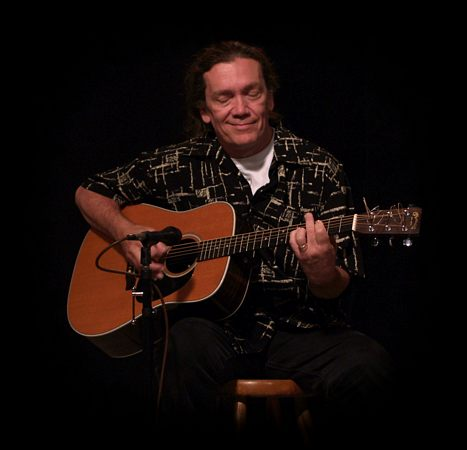
G.E. Smith in 2007

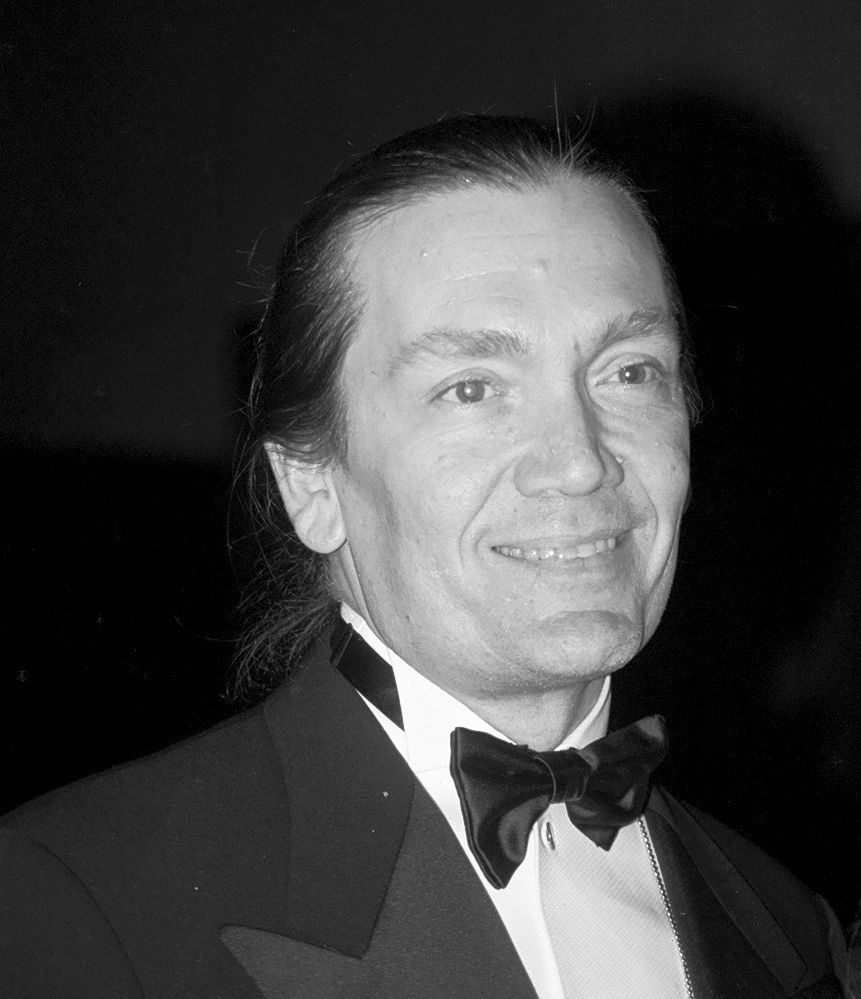
Kennedy Center Honors, 2001

George Edward Smith (Scranton (Pennsylvania), 27 januari 1952), geboren als George Edward Haddad en bekend als G.E. Smith, is een Amerikaanse gitarist en bandleider.
Smith's muzikale carrière en repertoire zijn gevarieerd. Hij bespeelt zowel de elektrische en de akoestische gitaar als de basgitaar, en verder incidenteel mandoline, accordeon en drums. Ook levert hij vocale bijdragen, ook als solozanger. In de loop van zijn muzikale loopbaan heeft hij vele genres beoefend: disco, pop, rock, country, blues, r & b, folk en americana. Hij heeft een uitgebreid netwerk van bevriende artiesten en heeft opgetreden en/of opgenomen met Dan Hartman, Daryl Hall & John Oates, Bob Dylan, Roger Waters, Paul Simon, David Bowie, Mick Jagger, Tina Turner, Jimmy Buffett, Peter Wolf, Buddy Guy, Tom Waits, Tracy Chapman, Carly Simon, Bryan Adams, Bruce Hornsby, Diana Ross en anderen. Hij leidde tien jaar de huisband van de tv-show Saturday Night Live en was muzikaal leider van grote evenementen ter ere van onder anderen Bob Dylan, Willie Nelson, Muddy Waters en Richard Pryor. 

## Persoonlijk
Smith werd geboren in Scranton en groeide op in Stroudsburg, ook in Pennsylvania. Zijn vader was van Libanese afkomst. De achternaam 'Haddad' waarmee hij geboren is, betekent 'smid' in het Libanees-Arabisch. Hij gebruikt de voorletters G.E. als voornaam, zowel professioneel als privé. Hij werd bekend door zijn kortstondig huwelijk met Gilda Radner (1980-1982). Zij ruilde hem in voor Gene Wilder. In 1990 trouwde hij met de zangeres en schrijfster Taylor Barton, met wie hij een dochter heeft.

## Loopbaan
Als vierjarige begon Smith met gitaarspelen en op zijn elfde kreeg hij van zijn moeder zijn eerste elektrische gitaar, een Fender Telecaster. Dit exemplaar is hij altijd blijven gebruiken, naast andere gitaren van diverse merken. Hij verdiende toen al geld met optredens. Begin jaren zeventig verhuisde hij van Pennsylvania naar Connecticut. Hij ging spelen in een groep die zich The Scratch Band noemde, waar hij de drummer Mickey Curry leerde kennen met wie hij later veel samenwerkte. Eind 1977 ging hij op tournee door Europa en de VS met de band van Dan Hartman. Op diens hit Instant Replay zijn Smith en Vinnie Vincent samen te horen.

### Jaren 80 en 90
Vervolgens werd hij op Broadway gitarist bij de show Gilda Live van de comédienne Gilda Radner. Ze trouwden, maar scheidden al na twee jaar nadat Gene Wilder in Gilda's leven was gekomen. David Bowie huurde Smith in 1980 in voor de videoclip van Fashion omdat hij "iemand zocht die er 'weird' uitzag"; Smith had op dat moment een onmodieus kapsel. Dat hij wist hoe een gitaar vast te houden was mooi meegenomen, maar de (onzichtbare) eigenlijke gitarist in dit nummer was Robert Fripp. Bij Bowies optreden in The Tonight Show van Johnny Carson kon G.E. alsnog zijn kunnen tonen als leadgitarist.
Hall & Oates
In 1979, bij zijn eerste optreden met Daryl Hall en John Oates, trok hij direct alle aandacht naar zich toe. Tot 1985 was hij leadgitarist van deze band, met naast drummer Mickey Curry ook basgitarist Tom 'T-Bone' Wolk en saxofonist Charlie DeChant. Het was Hall & Oates' succesvolste periode, waarin ook Smith's eigen populariteit zich vestigde. Na het drukke jaar 1985, waarbij de band op het megafestival Live Aid was opgetreden met Mick Jagger, Tina Turner, Eddie Kendricks en David Ruffin, namen Hall en Oates geruime tijd pauze en G.E. Smith verliet de band. Hij speelde op het door Bowie en Jagger samen opgenomen Dancing in the Street en werkte mee aan Jaggers soloalbums She's the Boss en Primitive Cool.  
Saturday Night Live
Hij had van 1985 tot 1995 de muzikale leiding van de populaire comedyshow Saturday Night Live (SNL). Met de SNL Band speelden hij en T-Bone Wolk met vele beroemde gasten, onder wie Eddie Van Halen, David Gilmour, Keith Richards, John Hiatt, Robbie Robertson en Tracy Chapman. Doordat producer Lorne Michaels korte pauzes op liet vullen door de band werd Smith, die steeds andere gitaren meebracht, populair bij vele liefhebbers die speciaal op deze momenten zaten te wachten. Met zijn blonde kapsel en de grijns op zijn gezicht werd hij een SNL-icoon. In de song N.I.M.B.Y. (Not In My Back Yard) op het album Live Fast Diarrhea (1995) van de Californische punkband The Vandals wordt "TV's G.E. Smith" op de hak genomen vanwege de haardracht van deze "blond Frankenstein with Dutch Boy hair". 25 jaar later verklaarde drummer/bassist Joe Escalante: "Ik voel me slecht omdat ik zo wreed ben, maar dat is geen kapsel voor een volwassen man. Als je groot bent moet je daarover nadenken; anders schrijven mensen liedjes over jou".
Bob Dylan
In zijn SNL-jaren toerde Smith van juni 1988 tot oktober 1990 als leadgitarist van de band van Bob Dylan tijdens de eerste 240 concerten van diens Never Ending Tour. Hij stopte daarmee omdat de combinatie van internationale tournees met het werk voor SNL steeds lastiger werd. In die periode was Smith ook muzikaal leider van speciale evenementen zoals de Emmy Awards 1988, The 30th Anniversary Concert Celebration voor Bob Dylan in Madison Square Garden in 1992 (waar hij tevens 'sideman' was voor onder anderen Johnny Cash & June Carter Cash, George Harrison, Chrissie Hynde, Lou Reed en Eddie Vedder), de Rhythm and Blues Foundation Awards 1993 en het Rock and Roll Hall of Fame Concert in Cleveland in 1995.
In laatstgenoemd jaar verliet hij SNL bij een grote ontslagronde, omdat men vond dat er behoefte was aan nieuwe gezichten. Twintig jaar later, in 2015, werd hem bij het 40-jarig bestaan van Saturday Night Live een Emmy Award toegekend voor zijn muzikaal leiderschap van deze show in de periode 1985-1995.
In 1996 werden Buddy Guy en G.E. Smith genomineerd voor een Grammy Award voor het album Live: The Real Deal. Na zijn vertrek bij SNL had Smith de muzikale leiding bij de Kennedy Center Honors in Washington, DC ter ere van Bob Dylan en Willie Nelson. Hij leidde ook bands voor The Muddy Waters Tribute en de Mark Twain Awards ter ere van Richard Pryor (1998) en Jonathan Winters (1999).

### Eigen werk
Smith is ook songwriter. In 1981 verscheen zijn eerste soloalbum In the World, met achtergrondzang van Gilda Radner, Howard Shore en Paul Simon. Samen met Mike Myers schreef hij in 1990 de titelsong voor de SNL-comedyserie Wayne's World, die populair werd door de hardrockgroep Aerosmith. In 1992 nam hij zijn tweede album Get a Little op met de Saturday Night Live Band en met gastoptredens van Rosanne Cash en Marshall Crenshaw. Zijn nummer Six String Music verscheen in 1994 op het album Fruitcakes van Jimmy Buffett. Smith bracht zijn derde album Incense, Herbs and Oils uit in 1998. Hoewel zijn werk gewaardeerd werd in de vakpers, waren de verkoopcijfers laag. Get a Little werd "het beste album dat niemand ooit gehoord heeft" genoemd.

### 21e eeuw

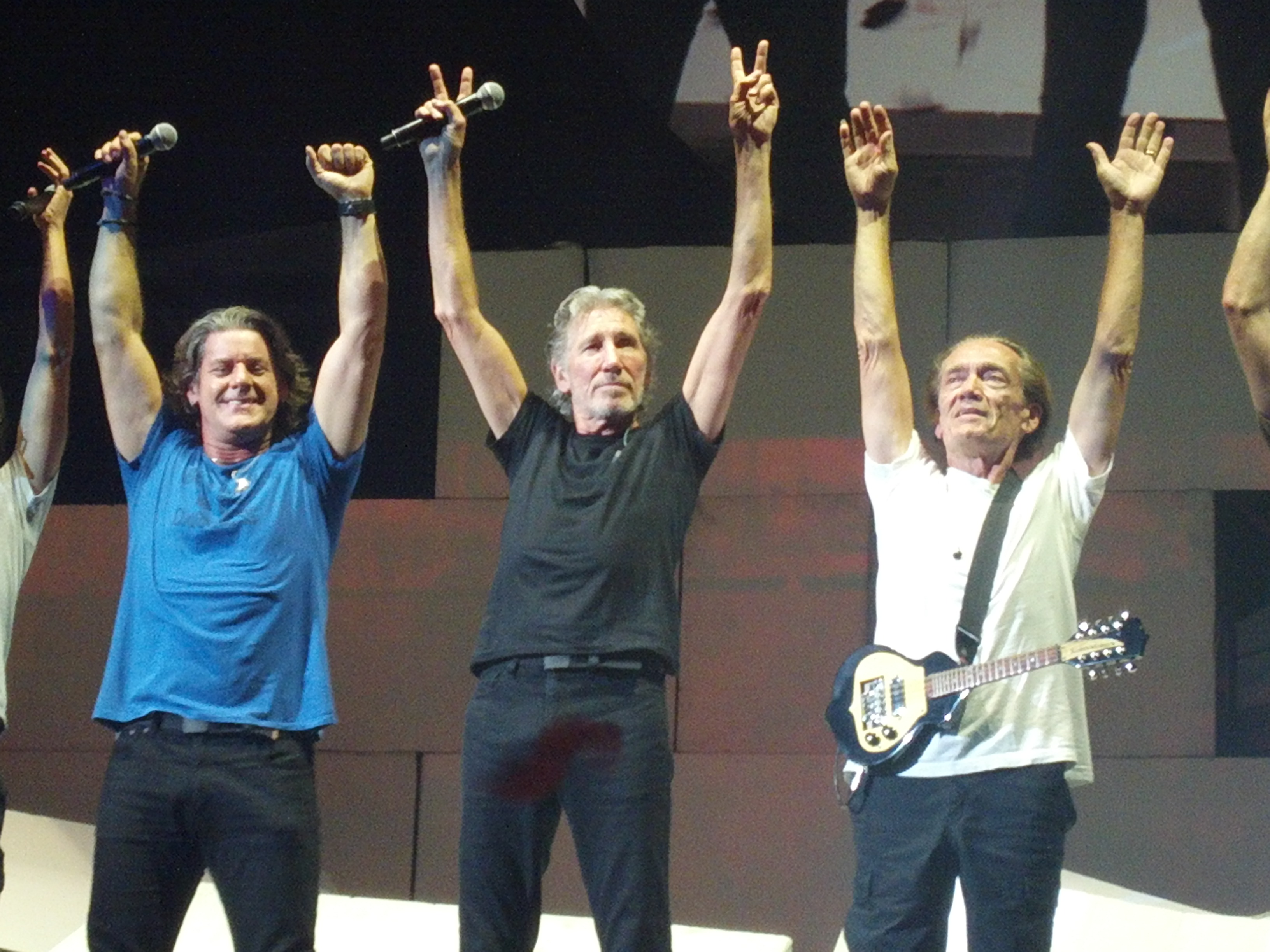
G.E. Smith (r.) met Roger Waters (m.) en Dave Kilminster in 2012

Als 'featured musician' werkte Smith in 2006 mee aan de filmscore die Howard Shore maakte voor Martin Scorseses speelfilm The Departed en een jaar later aan de filmmuziek voor 
Deborah Kampmeiers Hounddog. Smith was leadgitarist van de band Moonalice van 2007 tot 2009, toerde in 2011 met Hot Tuna en trok van 2010 tot 2013 de wereld rond met The Wall Live Tour van Roger Waters. 
Politiek
Hij trad op bij presentaties van Al Gore over opwarming van de aarde en zijn band zorgde ook voor de muzikale omlijsting van de Republikeinse partijconventies in 2012 en 2016, waarbij de presidentskandidaten Mitt Romney respectievelijk Donald Trump werden gepresenteerd. Vooral dat laatste kwam hem op kritiek te staan. Hij benadrukte echter dat hij geen lid is van een politieke partij en, apolitiek als hij is, dergelijke opdrachten beschouwt als "just another gig". Hij zei: "Wij zijn net Artsen zonder Grenzen, we gaan daarheen waar we het meest nodig zijn". In een later interview gaf hij een ongezouten opinie over Donald Trump en verklaarde hij dat niet iedereen had begrepen dat zijn muziekkeuze bij de Trump-conventie als commentaar bedoeld was. In 2020 steunde hij als lid van het Team Joe Sings de campagne van Joe Biden. Naar eigen zeggen had hij hiermee voor het eerst sinds de kandidatuur van George McGovern in 1972 een politieke keuze gemaakt.

## Muzikale rol

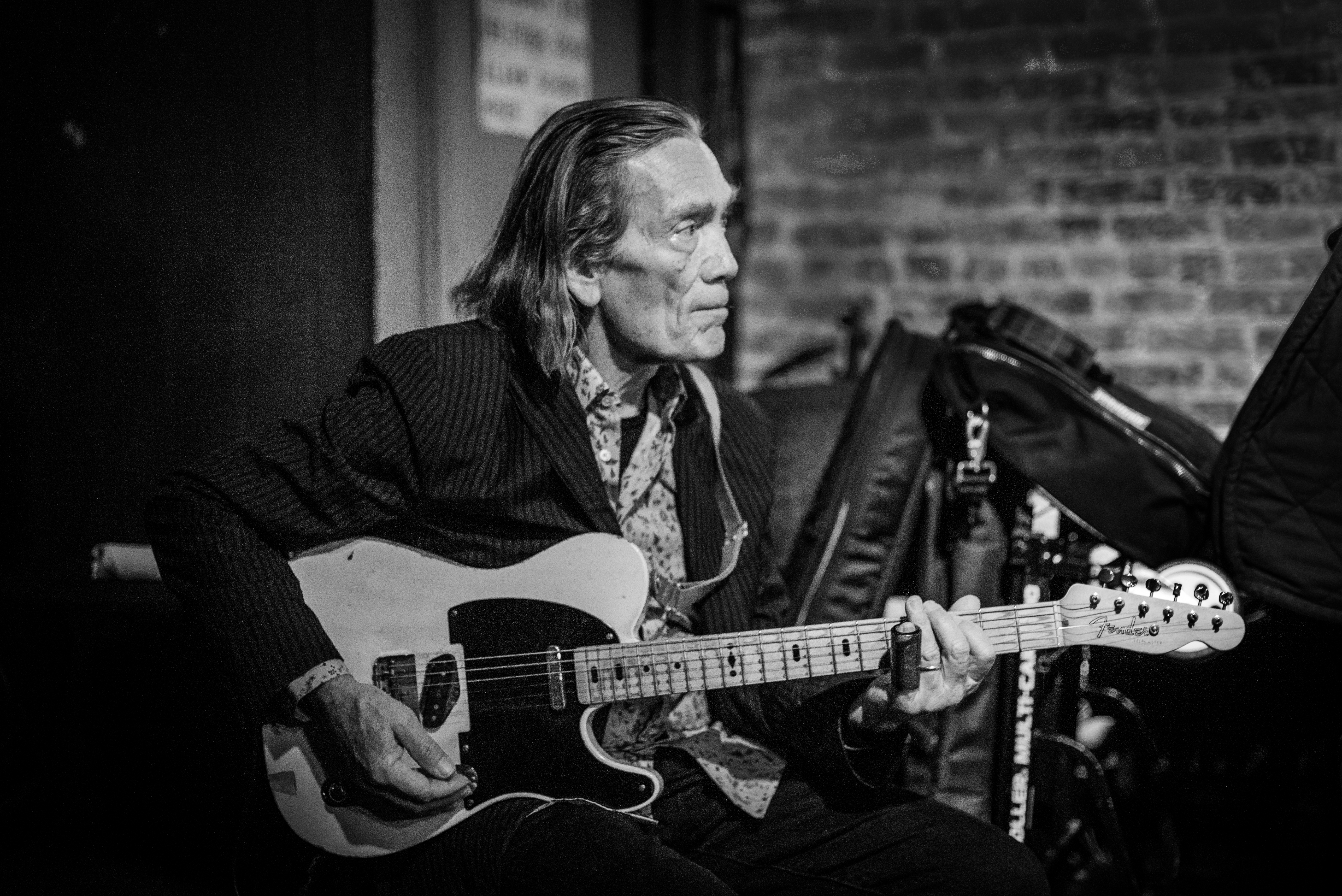
Smith in 2022

G.E. Smith is een Fender Telecaster Signature Artist naar wiens wensen een versie van dit instrument is ontworpen die als speciale variant op de markt is gebracht. Hij trad op met Jim Weider en Larry Campbell in de Masters of the Telecaster-serie. Hij is een gitaarkenner en -verzamelaar en maakt regelmatig videofilms over de geschiedenis van het instrument en over grote gitaristen. In 2015 begonnen Smith en zijn vrouw Taylor Barton het project Portraits met een wisselende selectie van muzikanten en artiesten uit diverse genres voor een diepere kijk op hun creatieve drijfveren. Zij richtten ook het onafhankelijke platenlabel Green Mirror Music op.
Smith geldt als een 'musician's musician'. Hij is als gitarist vooral een 'sideman', een begeleider die zich soepel voegt naar andere muzikanten en genres en een eigen kleur geeft aan hun muziek, maar ook de ruimte neemt voor grote solo's. In zijn jonge jaren bij Hall & Oates trok hij aandacht als een opvallende, beweeglijke podiumpersoonlijkheid met stuntwerk op de gitaar. Op tournee met Bob Dylan hield hij zich grotendeels buiten de schijnwerpers, maar muzikaal gold hij als de aanjager die scherpte en energie bracht in de muziek. Later in zijn carrière werd hij introverter en verdiepte zijn spel zich.
Zijn herkenbare eigen stijl en klank zijn beïnvloed door Mike Bloomfield, onder meer op het gebied van vibrato. Zelf noemde hij ook Ry Cooder als een gitarist die "zijn leven veranderde". Ook verklaarde hij dat de openingsakkoorden van You Really Got Me van The Kinks voor hem een reden waren om zijn leven aan de gitaar te wijden. "Toen ik die voor het eerst hoorde begreep ik: dit is het dus".
Smith heeft gespeeld met talloze beroemdheden, bij live-optredens en opnamen, als bandlid, sessiemuzikant en muzikaal leider. Hij heeft deelgenomen aan megaconcerten en grote tournees over de gehele wereld, maar hij treedt ook vaak op in kleine zaaltjes en in jamsessies met artiesten die bij het grote publiek minder bekend zijn.

## Discografie (selectie)
- 1981 In The World
- 1992 Get A Little (met de Saturday Night Live Band)
- 1998 Incense, Herbs, and Oils
- 2006 50 Watt Fuse (cd en dvd over G.E. Smith, met onder anderen Bob Dylan, David Bowie, Mick Jagger, Daryl Hall, John Oates, Rosanne Cash, Michael J. Fox)
- 2020 Stony Hill (met LeRoy Bell)

Medewerking aan opnamen van anderen
- 1978 Instant Replay – Dan Hartman
- 1979 Relight My Fire (single & album) – Dan Hartman
- 1979 X-Static – Hall & Oates
- 1980 Voices – Hall & Oates
- 1980 Fashion (videoclip) - David Bowie
- 1981 Escape Artist – Garland Jeffreys
- 1981 You Want It You Got It – Bryan Adams
- 1981 Private Eyes (single & album) – Hall & Oates
- 1982 H2O – Hall & Oates
- 1982 The Great Twenty-Eight – Chuck Berry
- 1983 Guts for Love – Garland Jeffreys
- 1984 Big Bam Boom – Hall & Oates
- 1984 Lights Out – Peter Wolf
- 1984 Swept Away – Diana Ross
- 1985 Live at the Apollo – Hall & Oates
- 1985 Dancing in the Street – David Bowie & Mick Jagger
- 1985 Rain Dogs – Tom Waits
- 1985 She's the Boss – Mick Jagger
- 1985 Spoiled Girl – Carly Simon
- 1987 Primitive Cool – Mick Jagger
- 1989 Crossroads – Tracy Chapman
- 1992 Don't Call Me Buckwheat – Garland Jeffreys
- 1993 The 30th Anniversary Concert Celebration – Bob Dylan
- 1994 Fruitcakes – Jimmy Buffett
- 1996 Live: The Real Deal – Buddy Guy
- 1998 Time Is Tight (album) – Booker T. & the M.G.'s
- 2005 Live at Berkner Hall – Great Ceasar's Ghost
- 2006 The Departed: Original Score – Howard Shore
- 2013 The Wall Live – Roger Waters